# OGLE-2006-BLG-109L b
OGLE-2006-BLG-109L b är en exoplanet i bana kring den OGLE-2006-BLG-109L i Skyttens stjärnbild. Planeten upptäcktes 2008 och har en massa av ungefär 0,73 MJ. Omloppstiden har beräknats till 1 790 dygn, med en stor osäkerhetsfaktor.